# 中华蔗糖史

《中华蔗糖史》封面

《中華蔗糖史》，季羡林著，全名为《文化交流的軌跡：中华蔗糖史》，經濟日報出版社1997年出版，收入《东方文化集成 中华文化篇》。《中华蔗糖史》是季羡林著《糖史》的上篇。
季羡林通多国语言，包括梵文和巴利文。他注意到，世界许多国家的“糖”字有相同的读音，例如英文sugar、法文sucre、德文Zucker等都来自梵文sarkara與巴利文sarkkhara；由此推断，蔗糖是从印度（通过波斯）传入欧洲。
季羡林又发现，敦煌莫高窟藏经洞有一篇残经写卷背面写着制造“煞割令”的方法。他马上认出“煞割令”就是梵文 sarkara 的对音，并推断蔗糖在唐代传入中国。
季羡林又发现，印度有一种糖叫“cini”（中国糖），可见印度的制糖术在某个历史时期反受中国影响。
为了从世界文化交流的角度搞清楚“糖”如何传入中国，中国制糖技术又在什么时候传入印度，季羡林查阅了典籍、正史、专著、医典、笔记、方志、游纪、诗词、说部、海关志等百余种书籍。“跑了几年图书馆，兀兀穷年，写成一部长达七八十万字‘巨著’……我用的都是我自己从浩如烟海的群籍种爬罗剔抉、挖掘出来的。”

## 内容
《中华蔗糖史》全书共十章。
- 《文化交流的軌跡-中华蔗糖史》自序
- 引言
- 第一章 飴、錫、餳、鎕
  - 根据段玉裁《说文解字注》、桂馥的《说文解字义证》分析先秦古籍《诗经》、《山海经》、《礼记》、《楚辞》中与糖有关的四个字飴、錫、餳、鎕，分为两种发音yi、tang；原料都是糯米，稀的叫飴、錫，干的叫餳、鎕，说明中国在先秦已用“tang”音表示乾而甜的食品，但餳、鎕不来自甘蔗。

- 第二章 周秦至汉魏两晋南北朝时期
  - 先秦已有甘蔗，写作“甘柘” ，柘、蔗同“zhe”音，可能是南洋的土语。
  - 查《礼记》、《吕氏春秋》、《后汉书》、《世说新语》、《江表传》等 二十几种古籍，季羡林发现在 三国时代的《江表传》开始出现“甘蔗餳”三个字，并开始用甘蔗代替糯米制餳。

- 第三章 石蜜
  - 中国古籍中“石蜜”一词有多种含义：糖浆、片糖、冰糖等。《唐本草》：“石蜜出益州、西域。”

- 第四章 蔗糖的制作在中国始于何时 
  - 用阳光曝晒甘蔗汁制造糖浆可能起源于南北朝。
  - 六朝出现“糖”字。
  - 中国甘蔗造糖起源于三国至后魏之间。

- 第五章 唐代的甘蔗种植和制糖术 
  - “甘蔗”一词来自西域。（《一切经音义》）
  - 647年撰写的《新唐书》记载唐太宗派人到摩揭陀取得熬糖法，并下昭扬州等地如法用甘蔗熬糖。又说制造出来的糖比西域的好得多，“色味逾西域遠甚”。
  - 旁证：659年撰写的《新修本草》记载沙糖是从甘蔗汁熬练出来的，起初质量差，后来质量好。（因为掌握、并改进了来自摩揭陀的熬糖法）。
  - 敦煌P3303 残卷全文。词文记述由甘蔗制“煞割令”的方法，可能是唐太宗派人从摩揭陀学来的方法。在熬练甘蔗汁时加牛乳，可以将甘蔗汁中的杂质凝结成渣，使糖纯化。

- 第六章 宋代的甘蔗种植和制糖霜术（９６０－１２７９年 辽金附）
  - 查《宋史·外国传》，三佛齐、大食贡献品中有“白沙糖”。
  - 宋代医书中关于石蜜和糖的材料很少。但宋代有一部关于制糖的专著：王灼著《糖霜谱》。
  - 查《容斋随笔》、《东京梦华录》、《岭外代答》、《武林旧事》等21部宋代笔记，可知糖在宋代已经成广泛使用的食品。

- 第七章 元代的甘蔗种植和沙糖制造（１２０６－１３６８年）

- 第八章 明代的甘蔗种植和沙糖制造（１３６８－１６４４年）

- 第九章 白糖问题

- 第十章 清代的甘蔗种植和制糖术（１６１６－１９１１年）
  - 附录一 清代糖史部分资料索引
  - 附录二 浅述明朝、清前期广东的甘蔗种植业和制糖业

## 後記
1998年季羨林在《中华蔗糖史》的基礎上，再度完成《糖史》一書，约83万余字。《糖史》全书共分三编：第一编为《国内编》；第二编为《国际编》；第三编为《结束语》。
第一编《国内编》即是《中华蔗糖史》。在《国际编》當中，季羨林发现，在歐洲，糖（sugar，法文是sucre）、冰糖（candy，法文是candi）这两个词根源就是梵文的sarkarā和khandaka。結束語篇幅最短，只有6頁。現收入江西教育出版社出版的《季羡林文集》中第九、第十卷。

## 参見
- 蔗糖
- 石蜜
- 季羡林著《文化交流的軌跡  中华蔗糖史》 经济日报出版社  1997  ISBN 7801272846

## 外部連結
- 輝煌的學術成就：《糖史》
- 新书介绍—《文化交流的轨迹--中华蔗糖史》 （页面存档备份，存于）